# 瑞克·福萊爾
瑞克·福萊爾（英語：Ric Flair，1949年2月25日—），本名理察·摩根·福萊爾（英語：Richard Morgan Fliehr），是美國退休職業摔角選手，目前受聘於世界摔角娛樂，外號「The Nature Boy」。他也曾兩度參加WCW的劇情編寫（1989年～1990年以及1994年）。
福萊爾的職業生涯目前為止獲得過8次NWA世界重量級冠軍、6次WCW世界重量級冠軍、2次WWE冠軍，總計16度冠軍為WWE現今奪得世界冠軍腰帶次數最多者，他也是1992年皇家大戰優勝者。福萊爾於2008年列席WWE名人堂（共兩次），並於同年摔角狂熱賽事上舉行引退戰，結束其36年摔角生涯。但退休後，不安於現狀的他再度與WWE簽下短約，於2009年5月17日舉行的末日審判大賽中登場。

## 成名招式
- 胯下攻擊
- 插眼攻擊
- 逆水平手刀
- 足部四字固定

足部四字固定在進化論時期就是福瑞爾的成名招式，就算後來再復出回到擂臺，也曾以此固定技令許多摔角選手痛到被迫投降，無論是新手或是老手。
就比如說曾經把WWE號稱「最難使用固定技逼其投降」的Triple H，唯有此招才能和送葬者的三角絞逼使Triple H投降過。當然Triple H對於足部四字固定也有反擊的招數。
足部四字固定最大的罩門就是一旦受招者將其雙腿反轉使其與施招者背對背趴在擂台上時，讓其反固定所主施招者，就能破解。然而至今在福萊爾再度退休之前只有少數的摔角手成功反制過，且沒有摔角手新人成功的從福萊爾的足部四字固定憑己力掙脫過。

## 外部連結
- 瑞克·福萊爾在WWE官方網站上的簡介 （页面存档备份，存于）（英文）
- 瑞克·福萊爾在互联网电影资料库（IMDb）上的資料（英文）
- 瑞克·福萊爾的出版商